# Maud Watson
Maud Watson (Harrow, Londres, Inglaterra, 9 de octubre de 1864 - Charmouth, Dorset, Inglaterra, 5 de junio de 1946) fue una tenista inglesa. En 1884 se convirtió en la primera mujer ganadora del campeonato de Wimbledon en su primera edición.

## Biografía
Nacida en Harrow, Middlesex, hija del vicario local Henry William y de Emily Frances Watson.
Aprendió a jugar al tenis en el jardín de su casa con su hermana y no le resultó difícil porque ya había jugado con raquetas de squash.[2] A los dieciséis años, Watson jugó su primer partido en el Edgbaston Cricket and Lawn Tennis Club. Fue un debut exitoso, ganando el partido de individuales al derrotar a su hermana Lillian en la final y ganando el partido de dobles con ella.
Comenzó a jugar en el tenis de alta competición en 1881. Sin haber cosechado ninguna derrota en un partido oficial, ganó el Campeonato de Wimbledon en 1884 con 19 años, su primera edición de la historia. Fue la mejor de 19 jugadores venciendo en la final a su hermana Lillian Watson por 6–8 6–3 y 6–3.
Watson se volvió a proclamar campeona el año siguiente con un resultado de 6–1 y 7–5 frente a Blanche Bingley. En 1886, Bingley tomó su revancha venciendo a Watson en la final por 6–3 y 6–3.
En 1887 y 1888, Watson quedó discapacitada por un esguince de muñeca, cuyos síntomas se amplificaron con el tiempo. Su último partido fue en el torneo de Edgbaston en junio de 1889. Participó en tres eventos (dobles, dobles mixtos y handicap individuales) y los ganó todos. Mientras estaba de vacaciones en Jersey, fue a nadar frente a la costa y casi se ahoga. Fue rescatada con dificultad y luego sufrió una enfermedad de la que tardó varios años en recuperarse por completo.
Maud Watson trabajó como enfermera durante la Primera Guerra Mundial por lo que fue nombrada miembro de la Orden del Imperio Británico.
Watson, que no se casó, murió el 5 de junio de 1946, a los 81 años, en Hammonds Mead House en Charmouth.

## Resultados en el Grand Slam
- Wimbledon
  - Campeón individual: 1884, 1885
  - Finalista individual: 1886

## Finales individuales del Grand Slam

### Campeonatos
| Año  | Campeonato | Rival en la final        | Resultado     |
| 1884 | Wimbledon  | Lillian Watson           | 6–8, 6–3, 6–3 |
| 1885 | Wimbledon  | Blanche Bingley Hillyard | 6–1, 7–5      |

### Subcampeonatos
| Año  | Campeonato | Rival en la final | Resultado |
| 1886 | Wimbledon  | Blanche Bingley   | 6–3, 6–3  |